# 散漫散乱
散漫散乱（英: diffuse scattering）とは、物質の構造のゆらぎによる電子線、X線、中性子線のぼやけた散乱・回折のこと。
ブラッグ反射は規則正しく配列した物質によって起こり、スポット状の鋭い散乱を与える。それとは対照的に、散漫散乱は配列に何らかの不規則性（ゆらぎや乱れ）があると生じる。

## 構造のゆらぎ
結晶構造のゆらぎには、大きく2つの種類がある。
- 熱振動など、原子の位置によるゆらぎ（変位）。
- 不純物など、原子の種類によるゆらぎ。

その結果、構造因子には散乱振幅や位相のゆらぎが生じ、散乱波は逆格子空間で拡がったものとなる。

## 熱散漫散乱（温度散漫散乱）
格子振動（フォノン）によるゆらぎは単位セル内での原子変位が結晶全体にわたった相関となり、その結果ある特定の領域に散漫散乱が現れる。またエネルギーの低い（長波長の）フォノンほど強い散乱強度を示し、音響フォノンやソフトフォノンによる散漫散乱が見られるようになる。音響フォノンによる散漫散乱は、熱散漫散乱（温度散漫散乱）と呼ばれる。

## ホアン散乱
その他の原子位置のゆらぎによる散漫散乱として、点欠陥まわりの歪みによるホアン散乱がある。